# Il raccomandato di ferro
Il raccomandato di ferro è un film del 1959 diretto da Marcello Baldi.

## Trama
Augusto Zinconi è un ex usciere romano che ha trovato impiego in un'industria petrolifera di Mestre grazie a una falsa lettera di raccomandazione del sottosegretario Goffredo Monaci. Ritardatario e libertino, dopo aver corrotto il portinaio dello stabilimento per farsi timbrare il cartellino in sua assenza, riesce a scampare al licenziamento asserendo di essere amico di vecchia data del sottosegretario, nel frattempo divenuto un potente ministro, l'unica persona che potrebbe salvare l'industria dalla bancarotta. Viene quindi spedito a Roma per farsi firmare dal ministro l'importante pratica; aiutato dalla fortuna riesce ad ottenere il documento, già firmato in precedenza, senza incontrare Monaci. Tornato a Mestre da trionfatore, ottiene nuove e maggiori cariche, finché un giorno viene annunciata la visita all'industria del ministro, mettendo per la prima volta di fronte Zinconi e Monaci.

## Produzione

### Luoghi delle riprese
Il film venne girato a Mestre e a Roma.

## Critica
(Recensione de La Stampa, 27 maggio 1959)
(Umberto Tani su Intermezzo num. 13 del 15 luglio 1959)
(Segnalazioni cinematografiche, vol. 45, 1959)